# 珐灰蝶属
珐灰蝶属（学名：Famegana）是灰蝶科下的一个属。

## 下属物种
本属包括以下物种：
- 珐灰蝶 Famegana alsulus (Herrich-Schäffer, 1869)